# Eriocaulon heleocharioides

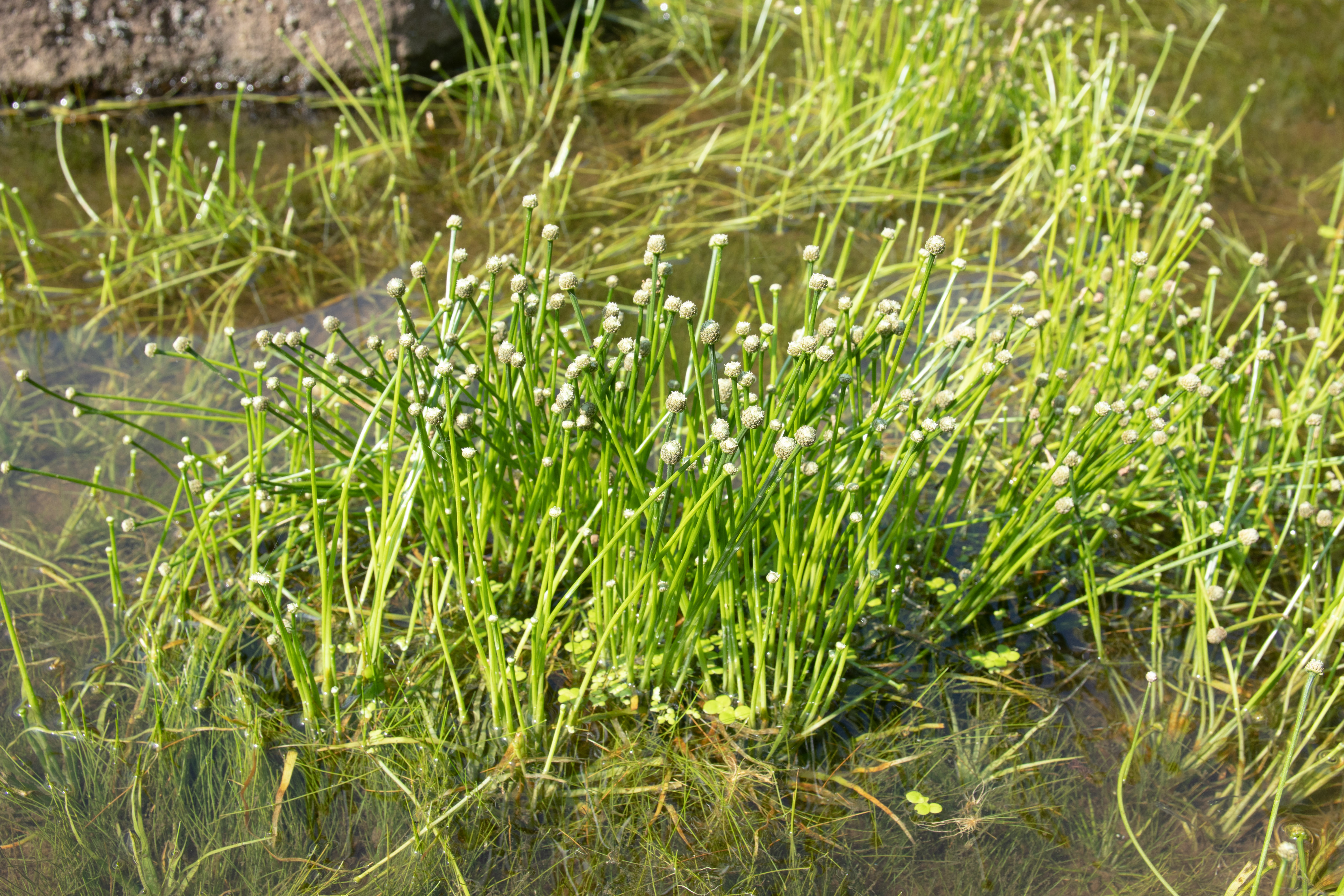
Eriocaulon heleocharioides

Eriocaulon heleocharioides är en gräsväxtart som beskrevs av Yoshisuke Satake. Eriocaulon heleocharioides ingår i släktet Eriocaulon och familjen Eriocaulaceae. Inga underarter finns listade i Catalogue of Life.